# Comactinia
Comactinia is een geslacht van haarsterren uit de familie Comatulidae.

## Soorten
- Comactinia echinoptera (Müller, 1840)
- Comactinia meridionalis (L. Agassiz, 1865)
- Comactinia titan Messing, 2003